# Pipistrel Taurus
Dimensions
Le Pipistrel Taurus est un motoplaneur biplace fabriqué par le constructeur slovène Pipistrel. Il existe en version thermique et électrique, et la version électrique est devenue en 2011 le premier avion électrique biplace produit en série.

## Historique
Le 21 juin 2001, Pipistrel commence le développement d'un « motoplaneur de 15 m2 d'envergure », le Taurus. Le vol inaugural a lieu trois ans plus tard, en 2004. Puis dès 2005 Pipistrel se lance dans la conception d'une version électrique du Taurus, avec l'ambition de produire le premier planeur biplace autonome (sans besoin d’assistance au décollage comme avion remorqueur ou un treuil) électrique. En parallèle Pipistrel travail à une version non motorisée de l'avion, le Taurus PureGlider, qui effectue son premier vol en 2006. Deux ans après le début des développements, en 2007, Le Taurus Electo équipé d'un moteur synchrone à aimant permanent prend son premier envol,.
En 2011, dix ans après le début des premiers développements, Pipistrel livre son centième appareil de la gamme Taurus. 2011 est aussi l'année de la commercialisation de la version électrique du Taurus.

## Description

### Cellule
La cellule du Taurus est construite en matériaux composites, des résines d'epoxy renforcées par des fibres de verre, de carbone ou de kevlar.
Long de 7,30 m le fuselage abrite un cockpit où les deux sièges sont côte-à-côte,. Les ailes sont celles du Pipistrel Sinus et offrent une envergure de 14,97 m pour une surface alaire de 12,33 m2 à l'appareil. Hélice déployée l'avion a une hauteur de 2,7 m.

Il a une masse à vide de 285 kg en version thermique, 306 kg en version électrique (avec des batteries de 20 Ah).

### Motorisation
En plus de la version planeur pur (pureGlider) le Taurus est disponible avec deux types de motorisation : une motorisation thermique (version Taurus M) et une motorisation électrique (version Taurus Electro).
La version thermique est équipée d'un moteur à piston 2 cylindres Rotax 503 (en). Le moteur développe jusqu'à 53 hp à 6 800 rpm,,. Il entraine une hélice à deux pales de 160 cm de diamètre et à plein régime consomme 18 lph. Dans cette configuration le Taurus est équipé de réservoirs dans les ailes d'une capacité totale de trente litres.
La version électrique est équipée d'un système appelé Electro G2.5 composé d'un moteur synchrone à aimant permanent d'une puissance maximale de  40 kW maintenable pendant deux minutes, ou 30 kW de manière constante,,. Il entraîne une hélice à deux pales de 165 cm de diamètre. Dans cette configuration le Taurus est équipé de batteries lithium de 20 Ah / 4,75 kWh qui lui procure une autonomie de dix-sept minutes,.

### performance
La finesse maximale du Taurus est de 41, obtenue à une vitesse de 115 km/h. Il peut atteindre une vitesse maximale de 225 km/h, 130 km/h volets sortis. À l'inverse sa vitesse de décrochage est de 71 km/h sans les volets et 63 km/h avec. Il a besoin de 160 m pour décoller en version électrique, 180 m en version thermique avec des taux et vitesse de montée et maximum de 3,1 m/s et 95 km/h (électrique) ou 2,9 m/s et 100 km/h (thermique). Côté agilité, l'appareil a un temps de roulis entre 45° et -45° de 3,5 s. Il est homologué pour des facteurs de charge allant de 5,33 à −2,65 g,.

## Premières, distinctions et records
En octobre 2010 le Taurus Electro reçoit la médaille d'or du Biennial of Industrial Design de Ljubljana,.
En 2011 la version électrique du Taurus devient le premier avion électrique biplace produit en série.
En avril 2011 le Taurus Electro gagne le Lindbergh Prize for the best Electric Aircraft, devant le Cri-Cri électrique de Hugues Duva et le Sunseeker II,.
En septembre 2011, le Taurus Electro remporte le NASA Green Flight Challenge 2011 en réussissant à voler plus de 200 milles marins (370,4 km) en moins de deux heures et en consommant moins d'1 gallon (4,4 litres) de carburant (ou équivalent) par passager,,.